# Loba (canción)
«Loba» —versión en inglés: «She Wolf»— es una canción interpretada por la cantante colombiana Shakira, incluida como el primer sencillo de su álbum de estudio Loba, producido por ella y John Hill. y Nati Piola Fue estrenada mundialmente el 13 de julio de 2009 y obtuvo una buena recepción comercial en las listas musicales. Gracias a sus ventas físicas, el maxisencillo de "Loba" llegó en la lista de álbumes de México hasta la posición n.º 19. Es la primera vez en la historia de ese ranking que un sencillo llega al top 20 en la lista de discos. La canción fue utilizada por Marc Cherry, creador de Desperate Housewives, para promocionar la sexta temporada de la serie en los Estados Unidos. En Suiza e Italia recibió la certificación platino. 
«She Wolf», también es una palabra creada de 2 homónimos, y es la singularidad para referirse a una persona, interpretada o dicha como She Wolf. Por otra parte, fue una de las canciones interpretadas durante el espectáculo de medio tiempo del Super Bowl LIV, llevado a cabo el 2 de febrero de 2020.

## Video musical
Este videoclip fue filmado en Los Ángeles, bajo la dirección de Jake Nava, quien hasta entonces había trabajado con Shakira en el video musical de su dueto con Beyoncé, "Beautiful Liar". La idea original nació por la misma cantante, y la coreografía de la jaula fue armada por “Hit Hat”. Todo el rodaje duró tres días (9, 10 y 11 de junio). El video se transformó rápidamente en un éxito en internet, llegando a reportar más de 60 millones de visitas en YouTube.  Según un sondeo realizado por la página web Muzu.tv, este fue escogido como el segundo video musical más sexy de todos los tiempos. Ello, tras ser superado por el video musical de "Toxic" de Britney Spears.

### Trama

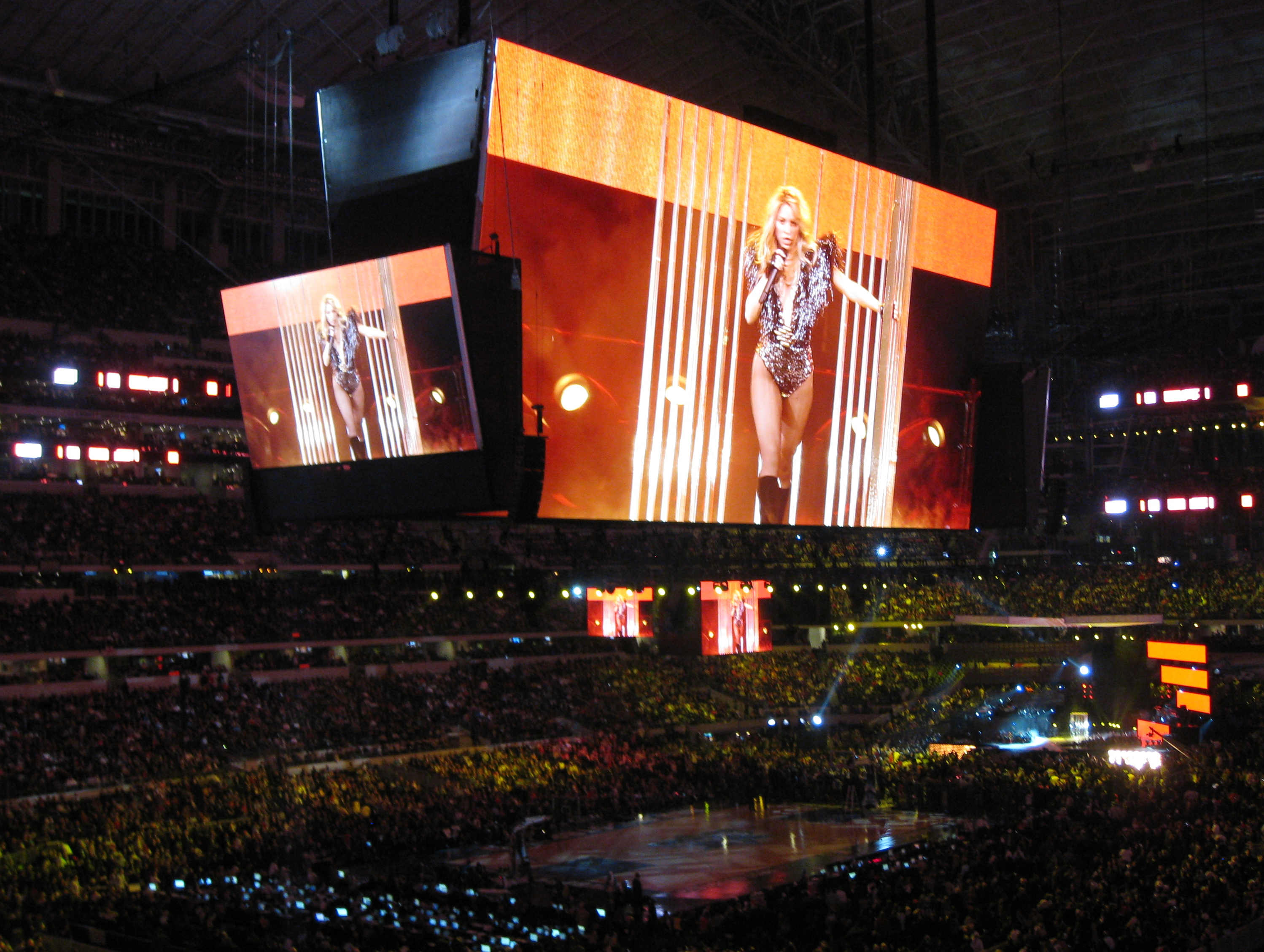
Shakira interpretando "She Wolf" en el All-Star Game de la NBA 2010.

El video empieza con Shakira despertando en una noche de luna llena, pero se hace unos gemidos y unos latidos del corazón, mientras se viste con un traje negro con una apariencia desarmada y le crecen uñas más largas de las que ya tiene, de color rojo fuerte. A continuación aparece en una cueva de rubíes y exhibiendo su cuerpo en una jaula. Otras escenas la muestran bailando en un bar. En una escena aparece un lobo que se transforma en una mujer. Al final del video se la ve bailando en una azotea con vista de la ciudad de San Francisco y se lanza desde allí a la calle; cae en su armario y vuelve a la cama con su novio.
Shakira dijo en una entrevista que tenía ganas de darle algo nuevo al público con lo que se entretenga y le haga bailar, también dice que esta canción es sinónimo de libertad.

## Campaña publicitaria
She Wolf contó con una campaña publicitaria en Internet, más específicamente en el canal de videos de YouTube.
La loba ataca por primera vez (en Nueva York), y luego, fanes de la colombiana registraron decenas de otras apariciones en países de todos los continentes (Bélgica, Colombia, España, EE. UU., Argentina, Canadá, Brasil, Portugal, Suecia, Rumania, Japón, Perú, México, Francia, Italia, Alemania, Nueva Zelanda, Uruguay, y Venezuela, entre otros). Además, en varias ciudades latinoamericanas se publicaron afiches anunciando la llegada de una loba y está disponible un sitio web en español "La loba está cerca"

## Recibimiento
Hasta el momento la versión en inglés obtuvo críticas muy positivas. La primera, de PopJustice y la segunda de Digital Spy, ambas de Reino Unido. El periódico inglés Guardian la calificó como su 'más poderosa canción hasta la fecha'
En tanto Billboard en español calificó a “Loba” como "un sexy poema interpretado con una dulzura vocal, que tiene la vena requerida para seducir e invitar a la pista de baile"
Además destacó que era algo diferente a los trabajos anteriores de Shakira y destacó una letra más cargada de sensualidad y atrevimiento. Sin embargo, también causó el rechazo de muchos de sus fanes hispano parlantes que calificaron al sencillo como algo muy diferente al estilo de Shakira.

## Versiones de videos

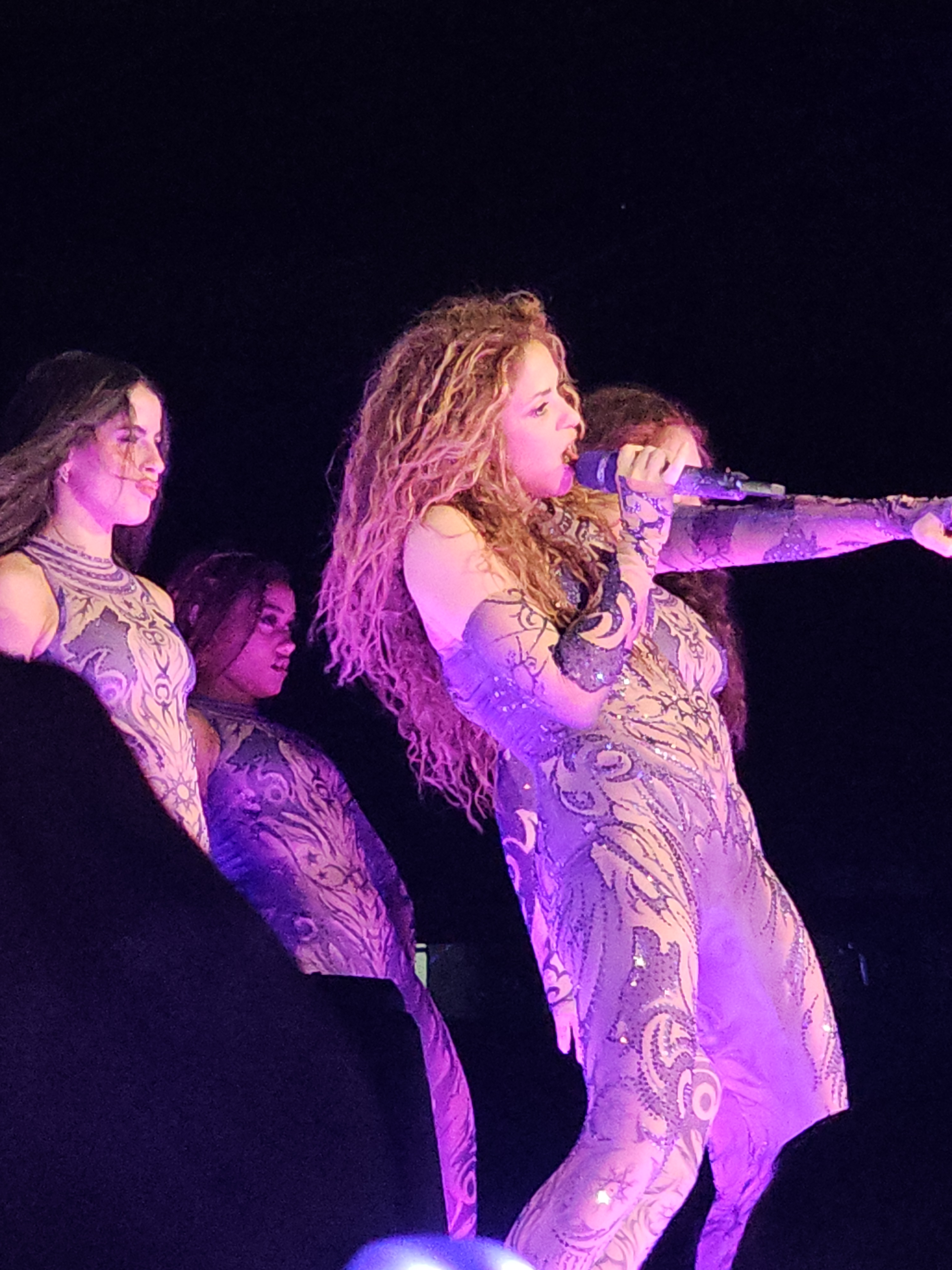
Shakira interpretando "Loba" durante su gira Las mujeres ya no lloran World Tour.

Los videoclips de "Loba" y "She Wolf" sin lugar a dudas han sido de los videos más exitosos en Internet.
En apenas unas horas de haber sido subido a YouTube "She Wolf" llegó a recibir alrededor de 500 mil visitas, y en lo que al fin de día superar el millón de reproducciones.
Este videoclip ha sido el más parodiado en Internet en lo que va del 2009.
Muchas de esas parodias tuvieron su momento de éxito, apareciendo en los diferentes medios televisivos.
En canal oficial de Shakira Vevo 280 millones versión inglés y 148 millones versión español, y un remix en inglés de 9 millones en reproducciones, para dar un gran total de 437 millones de visitas.
Uno de los videos de "She Wolf" registraba 15 millones de visitas, otro registraba 3 millones, y los 1 millón cada uno. Cabe resaltar que los videos de Shakira solamente podían ser reproducidos en los países del primer mundo. La página más visitada de Latinoamérica ha informado sobre sus 10 videos más vistos durante el 2009. El videoclip de "She Wolf" ocupó el puesto número 1 con más de 2.7 millones de visitas, un video que contenía el audio de "Loba" con 1.4 millones de visitas y el making off "She Wolf" 1.3 millones de reproducciones. En Mtv.com el videoclip de "She Wolf" también logró ser un éxito. El jueves 30 de julio a las 20.00 se estrenó el videoclip en la página de Mtv. Este video tuvo tanto éxito que en horas logró ser el video más visto de toda la página. Algo para resaltar: en su momento el videoclip lo podían ver los residentes de Estados Unidos, sin embargo, con los demás videos no ocurría lo mismo.

## Listas musicales de canciones
Posiciones alcanzadas por la versión inglesa de «She Wolf»:
| Lista                                                       | Posición |
| ----------------------------------------------------------- | -------- |
| Alemania                                                    | 2        |
| Australia                                                   | 18       |
| Austria                                                     | 3        |
| Bélgica (Flandes)                                           | 16       |
| Bélgica (Valonia)                                           | 5        |
| Canadá                                                      | 5        |
| Dinamarca                                                   | 16       |
| España                                                      | 2        |
| European Hot 100 Singles                                    | 4        |
| Eslovaquia                                                  | 13       |
| Francia (SNEP)                                              | 4        |
| Finlandia                                                   | 6        |
| Países Bajos (Single Top 100)                               | 13       |
| Irlanda (IRMA Top 50)                                       | 2        |
| Italia (Singles Top 50)                                     | 3        |
| Japón (Japan Hot 100)                                       | 9        |
| México (Versión hispana: «Loba»)                            | 1        |
| Noruega (Top 20)                                            | 11       |
| Nueva Zelanda (RIANZ Top 40)                                | 36       |
| Reino Unido (Top 100)                                       | 4        |
| Suecia (Top 50)                                             | 17       |
| Suiza (Top 100)                                             | 3        |
| U.S. Billboard Hot Latin Songs (Versión hispana: «Loba»)    | 1        |
| U.S. Billboard Hot 100                                      | 11       |
| U.S. Billboard Hot Dance Songs                              | 1        |
| U.S. Billboard Hot Tropical Songs (Versión hispana: «Loba») | 1        |

## Formatos
- «Loba» (She Wolf) — (3:08)

## Certificaciones
| País/Continente | Organismo certificador | Certificación               | Ventas Certificadas |
| --------------- | ---------------------- | --------------------------- | ------------------- |
| Suiza           | IFPI                   | Oro                         | 15 000              |
| Australia       | ARIA                   | Oro                         | 35 000              |
| Italia          | FIMI                   | Platino                     | 30 000              |
| España          | PROMUSICAE             | 2x Platino                  | 80 000              |
| México          | AMPROFON               | Diamante + 3x platino + Oro | 510 000             |
| Reino Unido     | BPI                    | Oro                         | 470 000             |
| Estados Unidos  | RIAA                   | Platino                     | 1,812,000           |